# ドラゴンクエスト プリンセスアリーナ
『ドラゴンクエスト プリンセスアリーナ』は、八坂麻美子（第18話までは作画のみ）、小松崎康弘（第18話までの脚本）による日本の漫画作品。『月刊Gファンタジー』（エニックス）の1997年8月号から2000年1月号まで連載された。

## 概要
エニックス（現スクウェア・エニックス）のゲームソフト『ドラゴンクエストIV 導かれし者たち』の「第二章 おてんば姫の冒険」を原作とした物語である。
第1話から第18話までの脚本を担当した小松崎は、同じくドラゴンクエストの漫画作品で、エニックス（現スクウェア・エニックス）『月刊少年ギャグ王』に1994年5月号から1997年5月号まで連載された『トルネコ一家の冒険記』の脚本も担当している。第18話までは、サントハイムを旅立ってから、さえずりの蜜でサントハイム王の声を元に戻して再度旅立つまでは、オリジナル要素を含みながらもゲームに沿った形で進行している。
小松崎が脚本を離れる、第19話以降は完全にオリジナルの展開となり、物語はエルフの里を旅立ってエンドールへと向かう所で終了している（本作の「エルフの里」とゲームでの同名の場所との関連性は不明）。
本作連載当時、原作『ドラゴンクエストIV』はリメイクされていない最も古いドラゴンクエスト作品であった。

## 登場人物
ドラゴンクエストIVの登場人物もあわせて参照されたい。また、解説文中の地名についてはドラゴンクエストIVの世界を、呪文についてはドラゴンクエストシリーズの呪文体系を参照。

### ゲームと同名で登場する人物
アリーナ
クリフト
ブライ
物語の終盤ではクリフトはベホマを、ブライはマヒャドを使う。
ライアン
バトランドでの子供誘拐事件を解決後（ゲームの「第一章 王宮の戦士たち」のエピソードの後）、勇者を探して旅をしている途中でアリーナ達と出会う。
ニーナ
テンペの村長の娘。魔物の生贄にされそうになっていた。
メイ
フレノールの村でサントハイム王女を称していた少女。
デスピサロ（ピサロ）
顔はシルエットで覆われており表情を窺知することはできない。アリーナ一行の最大の敵であり諸悪の根源であるが、ゲームと同じく直接対峙することはない。

### ゲームに登場しない、またはゲームとは別名で登場する人物
アルマー
先代サントハイム王（現サントハイム王の兄）の息子で、アリーナの従兄にあたる。母親がエルフの里の王の娘のため、自らも人ならぬ存在として周囲に疎んじられ、父王の没後に城を去り、その後デスピサロの配下として人間を滅ぼすため、進化の秘法の完成に協力する。
名前の由来はフランシスコ・ピサロと共にインカ帝国を征服したディエゴ・デ・アルマグロより。
フェイミン
デスピサロに忠誠を誓う冷酷な女魔族。さえずりの塔でアリーナ達を襲撃するが、その際にクリフトに命を救われ、それから心に迷いが生ずる。最後には「土偶門番大魔道砲」から3人を庇い、道連れに「土偶門番大魔道砲」を破壊して死ぬことになる。実は死んだモンスターの灰から進化の秘法によって作られた存在で、進化の秘法の実験に使われており「実験体」と呼ばれていた。
戦闘はアリーナと同じく格闘技。いくつかの魔法も使用でき、最初に会ったアリーナは太刀打ちできなかった。
作者いわく、アリーナとは対照的に作られているという。
ストロフ
サントハイムの部隊一の戦士だが、正体を隠していたアリーナと戦い敗れる。後に、砂漠のバザーに滞在していたアリーナ一行に王の異変を伝える役として登場。
ラリィ
サランの街のシスター。
アモン
サランの街の青年。ラリィに恋をしている。
ハハナ
テンペの村の女性。娘を魔物の生贄にされ、自らもその墓前で命を絶とうとしていた。
ライル
テンペの村の青年。ニーナの婚約者。生贄にされそうになっていたニーナを連れて村から逃げようとしていた。
フェブ
メイのお供として神官を装っていた旅芸人の青年。メイのためならば一人で黄金の腕輪を取りに行く行動力を持つが、他人に対しては心を開かず横柄にあたる。
ノーベ
メイのお供として老魔法使いを装っていた旅芸人の老人。人当たりは良い。
ミューゲ
フレノールの街の南の妖精の森で、黄金の腕輪についていた宝石を守っていた2人の妖精の1人。妖精の森でアルマーに宝石を奪われた後、さえずりの塔でクリフト達にさえずりの蜜を渡した後に天空界へと帰る。
フロリンダ
妖精の森の侵入者に幻覚を見せていた謎の生物。ミューゲ達と仲の良いことからただのモンスターではない様子。妖精の森以降アリーナたちにくっついて来る。
シャロン
砂漠のバザーに滞在する女性。黄金の腕輪の宝石を拾ったため、夜な夜なオックスベアに変身するようになってしまう。母を早くに亡くしたアリーナは、彼女を母のように慕った。
ザック
シャロンの息子。父が死んでから、魔法使いを志す。クリフトにザキの呪文書を売りつける。
ルルク
サントハイムの山奥で妹のミリアと2人で暮らす少女。自宅の近くにある凍りついた滝から切り出した「溶けない氷」を麓の町まで売ることで生計を立てていた。
ミリア
ルルクの妹。両親が山賊に殺される所を目撃したショックで熱病にかかり声が出なくなり、さらに他人を全く信用しなくなる。後にクリフトの優しさに触れて心を開き、声を取り戻す。
デイル
サントハイムの山中で宿を営む男性。黄金の腕輪の宝石の魔力に呪われモンスターと化しており、宿も訪れた者たちを同様にモンスターと化す呪いの宿と化していた。
フェンネル
デイルの妻。自らも同様にモンスターと化していたが、夫を止めたいと考えている。
ビビアン
エルフの里出身のハーフエルフの少女。エルフたちにいじめられていた所を変化の杖で人間に化けたアルマーに助けられ、彼が盗んできたルーラの指輪を使いエルフの里を抜け出すが、エンドールと交戦を続けるエルフの里を救うために人間に助けを求める。

エルフの里長
エルフの里の長。攻め込んできたエンドール軍と戦いを続けている。アルマーにそそのかされ、ドラゴラムの呪文で竜に変化してアリーナ達に襲いかかる。しかし「人間に肩入れして人間の国（サントハイム）に嫁いだ馬鹿な娘」の事を口に出した事でアルマーの怒りを買い、首を切り落とされる。その後もある程度は話していたが、自ら「その娘を成敗した」事を白状し、アルマーに止めを刺された。

## コミックス
エニックスよりGファンタジーコミックスとして発刊。全5巻。
1. 1998年4月27日初版発行　ISBN 4-87025-266-X
2. 1998年9月27日初版発行　ISBN 4-87025-347-X
3. 1999年3月27日初版発行　ISBN 4-87025-466-2
4. 1999年9月27日初版発行　ISBN 4-7575-0071-8
5. 2000年3月27日初版発行　ISBN 4-7575-0178-1

## 関連作品
- 『トルネコ一家の冒険記』 - 本作と同じく小松崎康弘が脚本を担当したドラゴンクエストの漫画作品。監修は堀井雄二、作画は村上ゆみ子。エニックス（現スクウェア・エニックス）『月刊少年ギャグ王』にて1994年5月号から1997年5月号まで連載。